# Ugo II di Lusignano
Ugo II di Lusignano detto Caro (... – seconda metà del X secolo) è stato un nobile franco, signore di Lusignano per un periodo imprecisato nel X secolo.

## Biografia

### Infanzia
Secondo una citazione del Chronicon sancti Maxentii Pictavensis, Chroniques des Eglises d'Anjou dell'anno 1110 Ugo viene ricordato come il figlio del capostipite della dinastia dei Lusignano e primo signore di Lusignano, Ugo I, mentre della madre non vi é nessuna citazione.
Di Ugo I di Lusignano, di cui non si conoscono gli ascendenti, nella stessa citazione viene definito cacciatore (Hugonis Venatoris).

### Matrimonio
Della moglie di Ugo non si conoscono né il nome né gli ascendenti; il Chronicon sancti Maxentii Pictavensis, Chroniques des Eglises d'Anjou ci informa che ebbe almeno un figlio.

### Signore di Lusignano

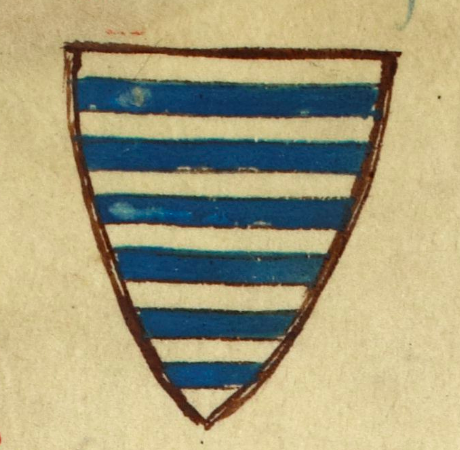
Lo stemma dei Lusignano nellHistoria anglorum

Di Ugo si hanno poche notizie. Lo storico americano, Sidney Painter, nel suo The Lords of Lusignan in the Eleventh and Twelfth Centuries lo considera un personaggio reale e non leggendario.

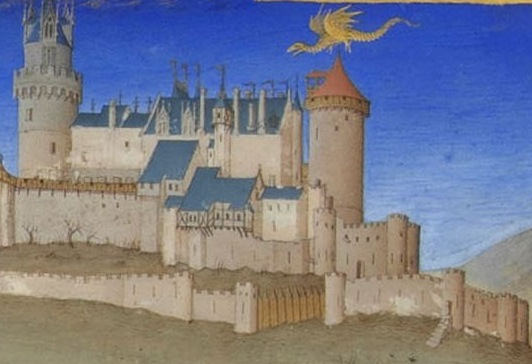
Lo Château de Lusignan all'inizio del XV secolo dalle Trés Riches Heures du Duc de Berry

Nella stessa citazione del Chronicon sancti Maxentii Pictavensis, Chroniques des Eglises d'Anjou Ugo viene definito Caro (qui fuit Cari), e secondo un'altra citazione del Chronicon sancti Maxentii Pictavensis, Chroniques des Eglises d'Anjou, riferita all'anno 1025, Ugo viene citato ancora col soprannome di Caro (Hugonis Kari) e viene ricordato come il costruttore del primo Castello di Lusignano (qui extruxit primus castrum).

### Morte
Di Ugo il Caro non si conosce la data esatta della morte; a lui succedette il figlio Ugo detto il Bianco (Hugonis Albi).

## Discendenza
Ugo dalla moglie ebbe almeno un figlio:
- Ugo detto il Bianco († 1012), che fu Signore di Lusignano[2][3]

### Fonti primarie
- (LA)  Chronicon sancti Maxentii Pictavensis, Chroniques des Eglises d'Anjou.

### Letteratura storiografica
- (EN)  The Lusignan family in the 11th & 12th centuries